# Nico Richter
Nico Richter (Amsterdam, 2 december 1915 – aldaar, 16 augustus 1945) was een Nederlands componist en arts van Joodse komaf. 
Richter kreeg al op jonge leeftijd vioolles, onder andere van Sam Tromp. Na het voltooien van de hbs studeerde hij op aanraden van zijn ouders geneeskunde in Amsterdam. Aldaar werd hij lid van studentenvereniging Unitas Studiosorum Amstelodamensium, waar hij verscheidene jaren het verenigingsorkest M.U.S.A. dirigeerde. Richter onderbrak zijn studie om directie bij Hermann Scherchen te gaan studeren. In 1935 verwierf hij de Prix Henri Leboeuf in Brussel met een Concertino voor klarinet, hoorn, trompet, piano en twee violen.

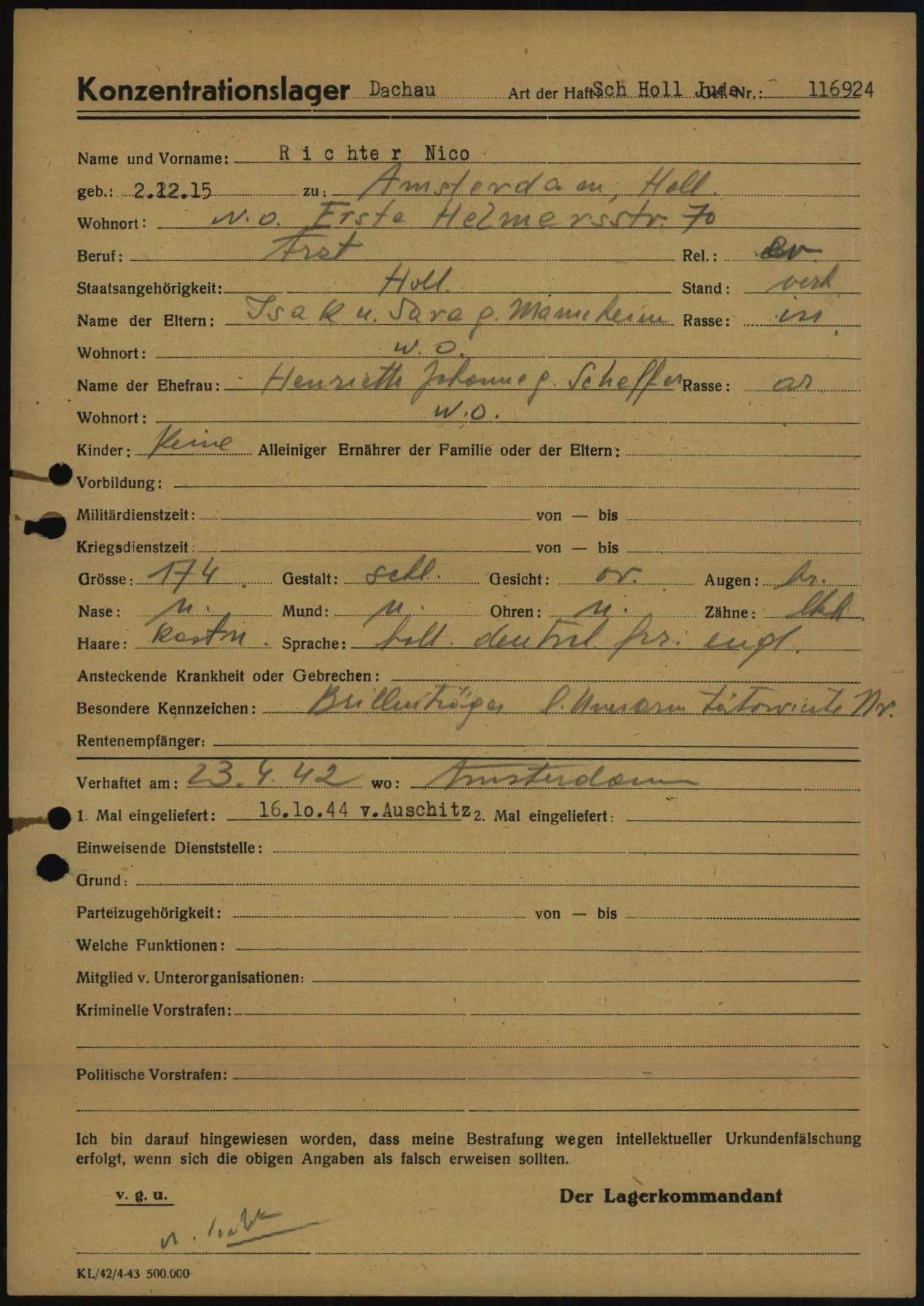
Registratieformulier van Nico Richter als gevangene in nazi-concentratiekamp Dachau

Uiteindelijk studeerde Richter in 1941 af als arts. De politiek bewuste Richter raakte al vroeg betrokken bij het verzet, waardoor hij in 1942 werd hij opgepakt. Uiteindelijk keerde hij in 1945 doodziek terug uit het concentratiekamp Dachau. Richter schreef na zijn thuiskomst nog twee delen van een Serenade voor fluit, viool en cello, maar stierf in augustus 1945, voordat hij de overige delen had voltooid.

## Persoonlijk
Hij trouwde in 1940 met de violiste Hetta Scheffer. Zij hertrouwde in 1959 met de pianist Peter Rester.